# Casiano Delvalle
Casiano Delvalle (n. 13 august 1970, Lambaré, Central Department⁠(d), Paraguay) este un fost fotbalist paraguayan.
În 1995, Delvalle a jucat 4 de meciuri pentru echipa națională a Paraguayului.

## Statistici
| Paraguay | Paraguay | Paraguay |
| An       | Meciuri  | Goluri   |
| -------- | -------- | -------- |
| 1995     | 4        | 0        |
| Total    | 4        | 0        |